# Висун
Висун (Вулсун, Исун) (на украински: Висунь; на руски: Висунь) е река, протичаща по територията на Кировоградска и Николаевска област в Украйна, десен приток на Ингулец (десен приток на Днепър). Дълга е 201 km. Площта на водосборния ѝ басейн е 2670 km².
Река Висун води началото си от южните склонове на Приднепровското възвишение, в северната част на село Вишнево (на 4 km южно от град Долинская), Кировоградска област, на 167 m н.в. След около 10 km навлиза в Николаевска област, като по цялото си протежение тече в южна посока през Причерноморската низина, като силно меандрира. Влива се отдясно в река Ингулец (десен приток на Днепър) в района на село Павло Маряновка на 1 m н.в. Има основно снежно подхранване. През лятото в горното и средното си течение пресъхва. Водите ѝ основно се използват за водоснабдяване на околните селища. По течението на реката в Николаевска област са разположени селищата от градски тип Казанка, Березниговатое.